# Boom-Boom (personaje)
Boom-Boom (Tabitha Smith), en España Bum-Bum, es una superheroína que aparece en los cómics estadounidenses publicados por Marvel Comics, comúnmente en asociación con los X-Men y títulos relacionados. Creada por Jim Shooter, y dibujada principalmente por AI Milgrom, aparece en Secret Wars II # 5 (publicada entre 1984 y 1985). 
Tabitha es mentalmente capaz de crear orbes amarillos de energía pura de tamaños variables que explotan con una fuerza conmovedora y destructiva. Desde su primera aparición, ha utilizado varios nombres en clave diferentes, incluidos Time Bomb, Boom-Boom, Boomer y Meltdown.

## Historial de publicaciones
Creada por Jim Shooter y AI Milgrom aparece en Secrete Wars II # 5. Luego aparece como personaje principal en la serie limitada de 1987 Fallen Angels. Esto la llevó a convertirse en un personaje secundario en la serie X-Factor a partir del número 11, lo que luego la llevó a un papel coprotagonista en la serie limitada X-Terminators. Después de esta serie, apareció en The New Mutants, inicialmente como estrella invitada como miembro de X-Terminators y, finalmente, convirtiéndose en miembro del grupo titular. Luego, el equipo se convirtió en X-Force y ella siguió siendo miembro del equipo durante la mayor parte de la serie X-Force. Algún tiempo después, aparece como miembro de Nextwave a lo largo de la serie Nextwave. El escritor Warren Ellis dijo que eligió a Boom-Boom para estar en Nextwave porque Boom-Boom es su nombre de superhéroe favorito en la historia de los cómics por su absoluta rareza y tontería, y le encantó cuando ella estaba en Uncanny X-Men cuando Joe Madureira era el artista.
"Quería un personaje que pudiera hacer estallar cosas", dijo sobre su elección de Boom-Boom. "También buscaba una estructura de equipo en la que las mujeres superaran en número a los hombres. Me gustaba su pasado de delincuente de mala muerte, que tenía utilidades en la trama. Pero sobre todo quería un personaje que pudiera hacer estallar cosas. Quiero decir, estos son personajes para los que nadie en Marvel tenía ningún uso, y a mí me podrían haber detenido en cualquier momento, Jen. Pero una mutante rubia y flacucha con una vena cleptómana tenía valor tanto para la trama como para el entretenimiento para mí. Especialmente cuando se jugaba contra los demás".
A pesar de la aparición de personajes de Nextwave en otros títulos de Marvel, en 2006 el editor en jefe Joe Quesada declaró que el entorno de Nextwave estaba en un universo separado de la continuidad principal de Marvel.Sin embargo, Official Handbook of the Marvel Universe y Civil War: Battle Damage Report colocan constantemente las actividades de Nextwave en la continuidad principal.Para complicar aún más las cosas, la entrada de Nextwave en Civil War: Battle Damage Report afirma: "Inteligencia reciente sugiere que algunos o todos los miembros de Nextwave, sin saberlo, tuvieron sus recuerdos y/o personalidades alteradas por sus nuevos empleadores (HATE)".

## Biografía ficticia

### Origen
Tabitha nació en Roanoke, Virginia y es representada como una adolescente rebelde pero normal, e hija de padres divorciados, en su primera aparición. Sus poderes mutantes se manifiestan a los 13 años, y sus padres de inmediato mostraron su disgusto. Su padre, incluso la golpeaba. Ella huye de su casa, toma el nombre código de "Time Bomb" (Bomba de Tiempo), y conoce a la entidad cósmica conocida como el Beyonder. Él la lleva con el Profesor Charles Xavier, director de la Escuela Xavier para jóvenes superdotados, quien la ignora en la lucha contra el Beyonder. Justo antes de que pueda suicidarse durante este segundo rechazo, el Beyonder se lo impide, llevándosela con él en su viaje cósmico. El Beyonder se enfrenta a los Celestiales, y a petición de estos, regresa a la Tierra a Tabitha. Ella ayuda a los Vengadores en su emboscada contra el Beyonder. Ella deja el campo de batalla cuando se entera de que el Beyonder se sintió traicionado por las acciones de "su única amiga". Cuando era más joven, una vez, sin saberlo, se cruzó con James Proudstar cuando asistían al mismo carnaval en la carretera cuando eran niños.

### Ángeles caídos
Tabitha vive en la calle y se involocura con Maurice "Tiger" Antonini y, después de que él pone en peligro a Tabitha y asesina a su amiga Gina, ella usa sus poderes para matarlo. El villano conocido como Vanisher, la recluta para su banda de ladrones, llamado "Fallen Angels" y ella toma oficialmente en su nombre en clave de "Boom-Boom". Con el tiempo, traiciona a Vanisher, buscando a la ayuda de X-Factor Más tarde, la excompañera de equipo de Tabitha en los Fallen Angels, la alienígena Ariel, secuestra a los Fallen Angels a su planeta natal, para ser experimentados. En última instancia, sin embargo, ella no puede seguir adelante con el plan y les ayuda a escapar. Los Fallen Angels regresan a la Tierra y van por caminos separados. Más tarde, Tabitha es secuestrado por La Derecha, una organización anti-mutante. Tabita, X-Factor, y otros mutantes recuperan su libertad. Más tarde, se une a sus compañeros alumnos de X-Factor como los X-Terminators. El equipo de lucha contra N'astirh y sus demonios. Durante su permanencia con el equipo, convence a Rictor de que no se suicide.

### Nuevos Mutantes
Después de los acontecimientos de la saga Infierno, Tabitha y algunos miembros de la X-Terminators, Rusty Collins, Skids y Rictor, se unen a los Nuevos Mutantes. Durante su tiempo con los Nuevos Mutantes, Tabitha se enamora de su compañero de equipo, Bala de Cañón. Cuando el equipo se transporta al mítico reino de Asgard, es parcialmente a través de Tabitha, que el equipo es capaz de frustrar un complot para matar a Odín. Más tarde, el equipo se encuentra con el hombre conocido como Cable, y cuando él empieza a dirigir al equipo, Tabitha gana un mayor control de sus poderes. Tabitha es capturado por Stryfe y el Frente de Liberación Mutante, pero es rescatada.
Más tarde, el país anti-mutante Genosha, comienza a atacar a los mutantes en los Estados Unidos en represalia por una pelea anterior con los X-Men. Los Magistrados Genoshanos secuestran a Boom-Boom y algunos de sus compañeros de equipo (Rictor, Wolfsbane y Warlock), transportándolos a Genosha. El incidente recibe cobertura internacional, y el padre de Tabitha fue entrevistado, e incluso, expresó su disgusto por su hija. Aunque despojados de sus poderes, ella y Rictor las arreglan para escapar, mientras que Wolfsbane había sido procesado como una esclava mutada. Warlock no sobrevive. En las calles de Genosha, Rictor y Tabitha se encuentran a Júbilo, con quien Tabitha tiene roces por su actitud tan similar. Con el tiempo se abren camino a la ciudadela Genoshana, donde los otros X-Equipos se reúnen para derrotar a Cameron Hodge, el villano que orquestó toda la prueba. Una vez que regresó a los Estados Unidos, Tabitha esparce las cenizas de su amigo Warlock sobre la tumba de su mejor amigo, el fallecido Doug Ramsey.

### Fuerza-X
El equipo de Nuevos Mutantes, bajo la tutela permanente de Cable, pronto se reformó en la Fuerza-X. El equipo se somete a una renovación. Durante este tiempo, Tabitha actúa sobre su amor por Cannonball, y los dos tienen una relación. Ella se re-bautiza como "Boomer". 
Durante la saga X-Cuttioner's Song, los X-Men enfrentan a Fuerza-X, a quien ellos creen que están involucrados en un intento de asesinato contra el Profesor X. Boomer fue derrotada en combate por Rogue, y hecha prisionera por X-Factor. Cuando su equipo está encarcelado por los X-Men, Bala de Cañón elige Tabitha para pelear con él junto a los X-Men, en contra del Frente de Liberación Mutante. Pronto descubren que Rusty y Skids se han unido al F.L.M, y la mandíbula de Boomer se rompe en un combate con Skids. Después de este evento, Tabitha se enfrenta a la exnovia de Bala de Cañón, Lila Cheney, quien finalmente apoya su relación. 
Finalmente, la sede del equipo es destruida, y sin un hogar que el equipo se mueve de nuevo a la Mansión X. Poco después, Bala de Cañón se gradúa para convertirse en un miembro de los X-Men, y su relación con Boomer decae. Buscando consuelo, Tabitha pasa la mayor parte de su tiempo al cuidado del supervillano lobotomizado Sabretooth, confiando en él. 
Sabretooth revela que él está fingiendo, y sanó por completo, se escapa engañando a Tabitha. En su huida, Sabretooth hiere gravemente a la x-man Psylocke, que a duras penas sobrevive a sus heridas.
En un esfuerzo por lidiar con la culpa de este incidente, Tabitha viaja a casa para visitar a su padre. Los dos se reconcilien, pero en una pelea con Sebastian Shaw y Holocausto, su padre está gravemente herido. Con más culpa en su mente, Tabitha sufrió un cambio radical, y cambió su nombre por "Meltdown", diseñó un nuevo traje y obtuvo un mejor control de sus poderes junto con una actitud más impetuosa y agresiva. 
Tabitha se relaciona con Sunspot y comienzan una aventura de corta duración. Bala de Cañón lo descubre e inicialmente muestra enojo, pero se reconcilia con sus dos amigos, y se reúne con Fuerza-X, en el proceso. Después de un incidente en el que el Alto Evolucionario apaga todos los poderes mutantes, Tabitha y Bala de Cañón se acercan a reavivar su relación.
Bala de Cañón se puso en contacto con Pete Wisdom, y juntos idearon un plan para la reactivación de Fuerza-X, como un equipo de ataque encubierto. Meltdown, junto con Warpath y Bedlam, accedieron a entrar en este nuevo equipo. La renovada Fuerza-X, sin embargo, estuvo a punto de morir en una dramática explosión contra Black Air.
El estado encubierto del equipo resultó ser una debilidad, pues una nueva organización que de mutantes que querían hacerse ricos y famosos, pensó que el nombre de Fuerza-X estaba disponible. Después de comprar los derechos legales este grupo se hizo público y pronto se hizo popular. Cuando los originales Fuerza -X se enteraron de esto, salieron de su escondite y se enfrentaron a los chicos nuevos sobre el nombre y la violación del concepto original. Al parecer, el original Fuerza-X se disolvió después de esto Sam y Tabitha también se fueron por caminos separados.

### Arma-X
Cuando Cable descubrió indicios sobre la existencia de un renovado "Programa Arma X", crea una organización para investigar el programa y la existencia de su campo de internamiento, el "País de Nunca Jamás". Él invita a unirse a Boom-Boom al grupo de élite. 
Algún tiempo después, Cable se entera de otra amenaza para la especie mutante, la criatura voraz conocida como Skornn. Él reúne a Fuerza-X, con el fin de combatirlo. Boom-Boom es uno de los exmiembros que recluta. Después de la Skornn también fue derrotado, algunos de los miembros de Fuerza-X se mantienen unidos y asisten a Cable en la Providencia, una isla nación que él creó.
Tabitha es uno de los pocos mutantes que conservan sus poderes después de los acontecimientos del "Día-M".

### Nextwave
Poco después, tras un período inicial de la arrogancia salvaje, Tabitha retoma de nuevo su anterior personalidad más burbujeante. Tabitha reaparece como un miembro fundador de Nextwave, un nuevo equipo superheróico ligeramente satírico. Otros miembros del equipo son Monica Rambeau (Pulsar), Elsa Bloodstone, Aaron Stack, y Capitán.
Más tarde, Nextwave se separó tras la Guerra Civil, y Tabitha Smith ha sido identificada como uno de los 142 superhéroes registrados que aparecen en la llamada La Iniciativa Superheróica.

### Utopía
Tabitha se traslada a San Francisco para ayudar con planes de reubicación de los X-Men, y ha vuelto a usar el nombre en clave Boom-Boom. Mientras que hace compras en San Francisco se enfrenta a los mutantes Nuwa.
Tabitha más tarde es secuestrado junto con Surge y Hellion por la Reina Lepra y su Liga Sapien. La Reina Lepra la inyecta con una versión modificada del Virus Legado, un virus que había sido curado años antes de que afectó a la mayoría mutantes, cuando los miembros de la ueva Fuerza-X, llegan para tratar de salvarla. Después de una misión en el futuro, X-23 se desprende de la corriente temporal antes de la Reina Lepra está a punto de matar a Tabitha y le dispara en la cabeza. Con la Reina Lepra muerta y Boom Boom a salvo, X-23 se desploma, cuando aparece un equipo de agentes de HAMMER, proporcionando a Tabitha con la atención médica. Los agentes reciben la orden de tomar una muestra genética de Tabitha y luego matarla, pero un agente planea su violación antes de matarla. Ella se salvó de la muerte una vez más gracias a Warpath, que mata a los agentes antes de que puedan contaminarse con ella y la lleva a la casa de seguridad de Fuerza-X, pero ella no recuerda nada sobre su secuestro.
Boom-Boom es vista después, en el éxodo de mutantes que acompañan a los X-men a la isla de Utopía. Boom-Boom fue también uno de los X-Men que derrotaron a los invasores Predator X que atacaron a Utopía.

## Poderes y habilidades
Boom-Boom es una mutante que originalmente tenía el poder de crear bombas de energía. Estas "bombas" explotan con una fuerza demoledora. Mentalmente puede amortiguar el sonido de la detonación.
Ella es una gran combatiente mano a mano, entrenada en combate sin armas por Cable.

## Otras versiones

### Dinastía de M
Boom-Boom es parte de la policía de Nueva York.

### Geshem
En este universo de fantasía heroica visitado por Wolfsbane y Wolverine, Tabitha es la criada más leal y de confianza de la reina Rain (Wolfsbane). Ella no tiene poderes conocidos.

## En otros medios

### Televisión
- Boom-Boom aparece en la serie animada X-Men, episodio "No Mutant is an Island". Ella aparece como una chica joven junto con Rusty, Whiz-Kid, y Skids. Ella es una de los niños huérfanos mutantes que Sarah la vieja amiga de Cíclope se encarga de cuidar, y Scott tiene que rescatar a ella y los otros niños de  Zebediah Killgrave porque él les lava el cerebro a los cuatro y los utiliza para asaltar la mansión del gobernador y convertir al gobernador en un esclavo bajo su control mental.

- En la serie animada de TV X-Men: Evolution, Tabitha fue interpretada por Megan Leitch. Originalmente una de los Nuevos Mutantes, Boom-Boom tiene un pasado turbulento y un padre criminal. Su padre se aprovechó de sus habilidades mutantes para cometer delitos cuando era más joven. Con el tiempo ella encuentra un hogar en el Instituto Xavier, a pesar de que su falta de disciplina y picardía la hacen un huésped difícil.[35] Ella pasa un episodio de romanticismo, coqueteo y de vinculación con Kurt Wagner, a quien ve como alguien similar a ella ya que ambos fueron castigados. Al final de ese episodio, se muda con La Hermandad de Mutantes, diciendo que hay demasiadas reglas en el instituto. A menudo les juega bromas pesadas a los chicos de La Hermandad (tales como el afeitado del Mohawk de Blob mientras dormía) y a pesar de que abusa de su hospitalidad, ellos hacen poco para detenerla. A veces ella les ayuda, invitando a los impopulares Blob y Sapo al baile de parejas en el episodio "Shadow Dance". Tabitha en realidad nunca ocupa un papel de villana, sin embargo ella es desalojada de la casa de La Hermandad tras el regreso de Mystique. Su papel en la serie fue disminuido significativamente después; ella parece unirse a los X-Men y aparece sobre todo en compañía de su mejor amiga, Magma de los Nuevos Mutantes, aparece en varios episodios después sin alianzas muy importantes. En la temporada final, ella toma la decisión de volver al lado de los X-Men.

- Boom-Boom, con la voz de Crystal Scales, apareció en el primer capítulo de la serie Wolverine and the X-Men. En el episodio "Hindsight" Pt. 1, ella es vista como una cautiva de la División de Respuesta Mutante. Ella y otros son liberados por Wolverine y Beast e incluso ayuda a repeler a los soldados con Pyro manipulando y controlando sus orbes de energía psiónica.[36]

### Cine
- El nombre de Boom-Boom aparece en la lista de mutantes de Mystique en la cinta X-Men 2.

### Videojuegos
- Boom-Boom aparece en Marvel Heroes, con la voz de Kari Wahlgren.[37]